# Consistórios de Gregório XIV
Papa Gregório XIV (r. 1590-1591) criou cinco novos cardeais em dois consistórios:

## 19 de dezembro de 1590
1. Paolo Emilio Sfondrati † 14 de fevereiro de 1618.

## 6 de março de 1591
1. Ottavio Paravicini † 3 de fevereiro de 1611.
2. Ottavio Acquaviva d'Aragona, Sr. † 5 de dezembro de 1612.
3. Odoardo Farnese † 21 de fevereiro de 1626.
4. Flaminio Piatti † 1 de novembro de 1613